# يوكيشيرو توموي
يوكيشيرو توموي 雪代 巴 (وبعد زواجها هيمورا توموي 緋村 巴) هي شخصية خيالية من عالم روروني كنشين من نوبوهيرو واتسوكي، ظهرت في المانغا وسلسلة OVA كزوجة سابقة لهيمورا كنشين.

## موجز الشخصية
توموي هي الابنة الكبرى من عائلة ساموراي منخفضة المستوى خدمت عهد توكوغاوا شوغون في إيدو، شقيقها الوحيد كان إنيشي الذي أحبها كأم وأخت بعد وفاة والدتهما. إنيشي استشاط غضبا بعد أن علم بخطبة توموي إلى كيوساتو أكيرا الابن الثاني لعائلة من نفس المستوى. تبرع توموي في الطبخ، تنسيق الأزهار، وفن الخط. استخدمت في توقيعها عطرا من زهرات هاكوبايكو البيضاء.
توموي ظلت تكتب ما في داخلها في يوميات رغم صعوبة التعبير عن ذلك، هذا التكتم ترك كيوساتو في حيرة عن ما إن كانت تحبه بالفعل، ولكي يسعدها أكثر انضم إلى فرقة ميماواريغومي في كيوتو، وهناك يقتل على يد هيتوكيري باتوساي (هيمورا كنشين) منفذ اغتيالات جماعة إيشين شيشي، إلا أنه يتمكن من ترك ندبة جرح على خد باتوساي.
تغادر توموي والحزن يسيطر عليها لتصل إلى كيوتو، وهناك يستخدمها جواسيس نظام شوغون لكسب ثقة باتوساي، قائد الإمبرياليين كاتسورا كوغورو (المعروف لاحقا كيدو تاكايوشي بعد استعراش ميجي) رأى أنها المفتاح لجانب كنشين الإنساني، بعد أحداث إيكيدايا جيكن يخرجهما كاتسورا من كيوتو إلى منزل منعزل مجاور لبلدة أوتسو، شيغا.
ولتشتيت انتباه الأعداء عن العضو الجديد، يؤمر كنشين وتوموي بالعيش كزوجين، ليقع كنشين في حب توموي ويقول لها أن تمثيل الزواج ليس ضروريا، وأنهما سيعيشان «سويا حتى يفرق الموت بينهما» (بينما في سلسلة OVA لم يظهر هذا الحماس)، وكزوجين قام الاثنين بزيارة تعبدية إلى أطلال معبد جبل هيي (الذي أصبح لاحقا مقر شيشيو ماكوتو عدو كنشين المستقبلي)، كما قاما بالتجول بين القرى لبيع الأعشاب الطبية.
وأثناء تحفيز الجانب الرقيق لكنشين تبدأ مشاعر توموي تتضارب تجاهه، لتخبره مرة قليلا من قصتها الحقيقية (عن إنيشي ووالدها)، وتصل إلى مرحلة تشعر برغبتها في إصلاح كنشين والعيش بجانبه. عندما يصل إنيشي لبيتها قائلا لها أن الوقت حان لموت كنشين تبعده توموي، وليلتها تخبر كنشين عن ماضيها (كاتمة مسألة المؤامرة)، في الصباح التالي تتخذ توموي قرارا بأن لا يموت كنشين لترحل باتجاه رئيس جواسيس نظام شوغون لتضليله عن الطريق إلى كنشين، وهناك تعلم أنها لم تكن سوى أداة لمخططاتهم وأنها الطعم الذي سيجر حاليا كنشين إلى الموت، كنشين في أثناء البحث عنها يسقط في كمائن تضعف من قواه حتى يصل المعركة الأخيرة ويتضح أنه سيخسر فيها، إلى أن تتدخل توموي بين المتنازعين راغبة بحماية كنشين، كنشين الذي أعماه الألم لم يستطع رؤيتها إلا في اللحظة الأخيرة، عندما لوح بضربة قاتلة بسيفه إلى خصمه مخترقا جسم توموي، وبدون قصد يجرح خنجرها خد كنشين مكملا الندبة المتقاطعة. بعد معركة توبا-فوشيمي يحرق كنشين جسد توموي ويدفن الرفات في مقبرة معبد كيوتو تاركا معها مذكراتها.
بعد 10 سنوات وفي فصل جينتشو يأتي إنيشي بعد بلوغه ليزور قبر أخته وينوي الانتقام لها من كنشين الذي لا يراه سوى كونه قاتلها، يقوم إنيشي باختطاف كاميا كاورو تاركا مكانها دمية شبيهة لها مطعونة بقلبها، ما يقود ذلك كنشين إلى حال من الاكتئاب، يعود كنشين لطبيعته ويستعيد كاورو بعد انتصاره على إنيشي الذي يعتقل، وتسلم إليه مذكراتها التي تحكي يومياتها وقت عيشها مع كنشين، يهرب بعدها إلى القرية الميتة وهناك يقابل أويبوري الشيخ الذي ساعد على نهوض كنشين (ويتضح بعدها أنه والد توموي وإنيشي)، لينصحه بالراحة حتى يجد غايته مرة أخرى.

## اقرأ أيضا
- يوكيشيرو إنيشي، أخيها الصغير
- هيمورا كنشين، زوجها السابق